# Technische Universität Dresden
Technische Universität Dresden (TU Dresden, TUD), är en högskola i Dresden med teknisk inriktning men även andra ämnen.
Technische Universität Dresden är med sina 35 000 studenter och 4 000 medarbetare den största högskolan i Dresden och Sachsens största universitet. TU Dresden är sett till antalet studenter Tysklands största tekniska universitet, dock har man inte bara tekniska ämnen. Namnet Technische Universität Dresden började användas 1961 men högskolan har en nästan 200-årig historia och är därmed en av Tysklands äldsta tekniska högskolor. Technische Universität Dresden är medlem av TU 9.